# Peter Ihnačák
Peter Ihnačák  (* 3. Mai 1957 in Poprad, Tschechoslowakei) ist ein ehemaliger slowakischer Eishockeyspieler und jetziger -scout.

## Karriere
Peter Ihnačák begann seine Karriere in den Nachwuchsmannschaften des TJ Tatran Poprad, bevor er ab 1978 für Dukla Jihlava in der 1. Liga spielte. Nach Beendigung seines Militärdienstes wechselte er zu Sparta Prag, wo er bis 1982 unter Vertrag stand. Im Rahmen der Eishockey-Weltmeisterschaft 1982 flüchtete er aus dem Mannschaftshotel in Helsinki und kam über Stockholm nach Kanada.
Daher wurde Ihnačák erst mit 25 Jahren beim NHL Entry Draft 1982 von den Toronto Maple Leafs in der zweiten Runde an 25. Stelle ausgewählt. Er schaffte direkt den Sprung in die National Hockey League. Hier konnte er in seiner ersten Saison 1982/83 überzeugen und hält noch heute den Vereinsrekord für die meisten Punkte als Rookie mit 66 Scorerpunkten (28 Tore und 38 Vorlagen). Nach sechs erfolgreichen Jahren wurde der inzwischen 31-jährige überwiegend im Farmteam eingesetzt. Nach nur fünf NHL-Spielen in der Saison 1989/90 verließ er Nordamerika und wechselte zur Saison 1990/91 nach Europa.
Die ersten beiden Spielzeiten verbrachte er bei Hedos München bzw. dem EHC Freiburg in der 1. Bundesliga. In Freiburg traf er mit Miroslav Fryčer auch wieder auf einen Teamgefährten aus seiner Zeit in Toronto. 1992/93 wechselte er dann nach Krefeld und blieb hier – mit einer kleinen Unterbrechung, er spielte eine Saison beim HC Ajoie – bis zum Ende seiner Karriere im Jahre 1997.
Die Jahre 1998 bis 2000 verbrachte er als Trainer bei den Nürnberg Ice Tigers. Heute arbeitet er als Europa-Scout für die Toronto Maple Leafs.
Vom 18. bis 31. Dezember 2015 fungierte er als Interimstrainer bei den Lausitzer Füchsen in Weißwasser. Trotz eines Angebotes, bis Saisonende in Ostsachsen zu bleiben, verließ der Slowake die Lausitzer wieder.

## Erfolge und Auszeichnungen
- 1977 Bronzemedaille bei der Junioren-Weltmeisterschaft

## Karrierestatistik
(Legende zur Spielerstatistik: Sp oder GP = absolvierte Spiele; T oder G = erzielte Tore; V oder A = erzielte Assists; Pkt oder Pts = erzielte Scorerpunkte; SM oder PIM = erhaltene Strafminuten; +/− = Plus/Minus-Bilanz; PP = erzielte Überzahltore; SH = erzielte Unterzahltore; GW = erzielte Siegtore; 1 Play-downs/Relegation; Kursiv: Statistik nicht vollständig)

## Familie
Sein Bruder Miroslav Ihnačák war ebenfalls ein professioneller Eishockeyspieler und beide spielten zeitweise zusammen für die Toronto Maple Leafs in der NHL. Später spielten beide zudem in der Eishockey-Bundesliga. Auch sein Sohn Brian Ihnacak ist ein professioneller Eishockeyspieler.